# Bulbophyllum echinolabium
Bulbophyllum echinolabium es una especie de orquídea epifita originaria de Asia.

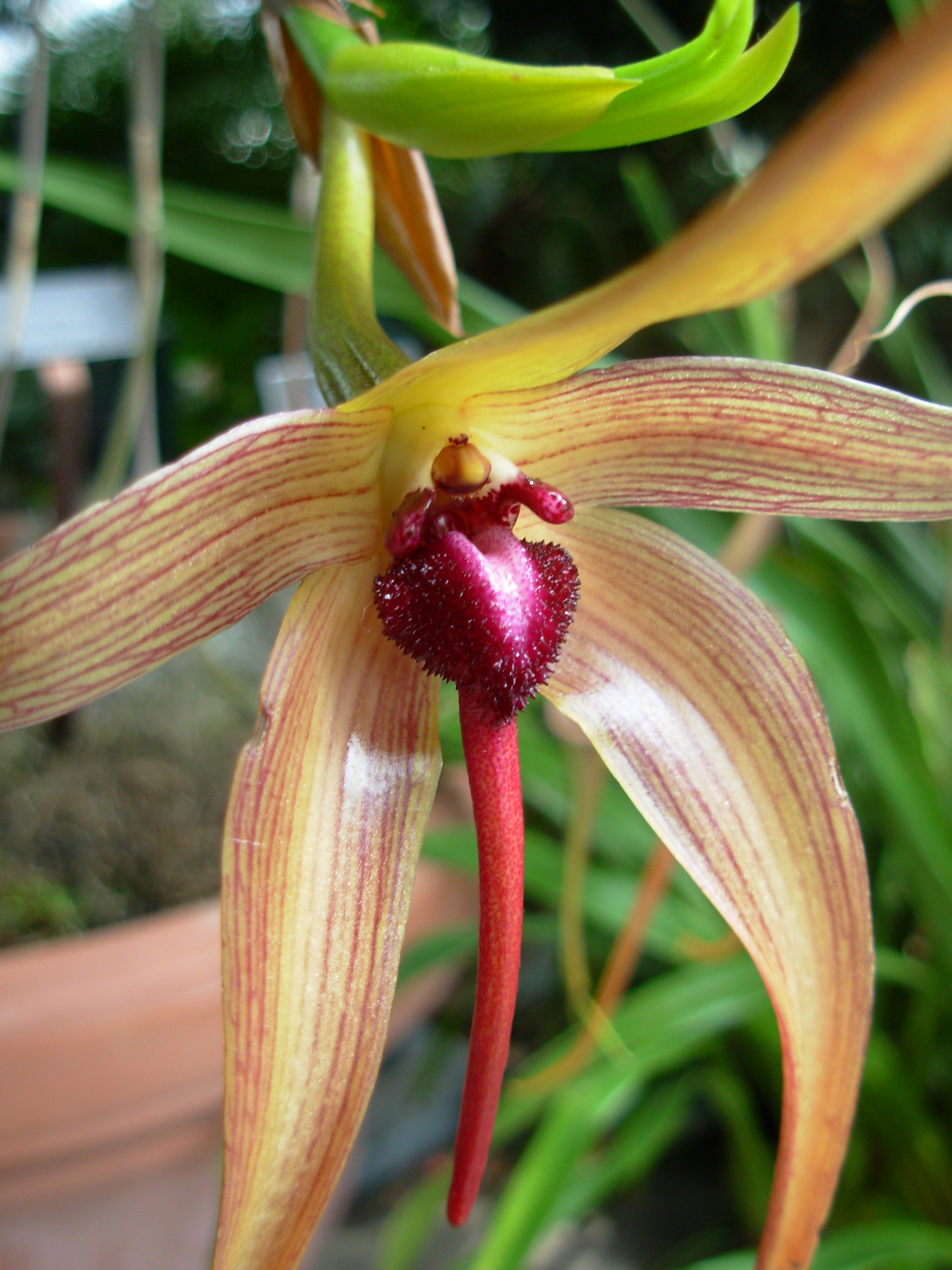
Detalle de la flor

## Descripción
Es una orquídea de pequeño tamaño que prefiere el clima fresco, con hábitos de epifita  con 1.8 a 3.5 cm de separación entre cada pseudobulbo ovoide, no angular y con una sola hoja , apical, elíptica a obovada, redondeada, estrechándose gradualmente abajo en la base peciolada alargada. Florece en una inflorescencia basal, de 70 cm de largo, sucesivamente  de flores  que se extiende poco a poco con un máximo de 10 flores de olor desagradable, que aparecen en la primavera y el verano. Mejor crece a temperaturas cálidas, con buena circulación del aire, humedad y riegos frecuentes. Se pueden cultivar en macetas o cestas boscosas en un medio abierto suelto.
Esta especie tiene la flor más grande dentro de la Bulbophyllinae y tiene un labio verrugoso móvil.

## Distribución y hábitat
Se encuentra en las Célebes y Borneo cerca de los ríos de los bosques primarios en elevaciones de 600 a 1200 metros.

## Taxonomía
Bulbophyllum echinolabium fue descrita por   Johannes Jacobus Smith   y publicado en Repertorium Specierum Novarum Regni Vegetabilis 36: 118. 1934.
Etimología
Bulbophyllum: nombre genérico que se refiere a la forma de las hojas que es bulbosa.
echinolabium: epíteto latino que significa "con el labio en forma de erizo".